# Deutsches Waffen-Journal
Das Deutsche Waffen-Journal (DWJ) ist die auflagenstärkste deutschsprachige Special-Interest-Zeitschrift für Schießsport, Waffensammeln, Jagd, Waffentechnik und Waffengeschichte. Im Mai 1965 erschien die erste Ausgabe des DWJ am Markt.
Der Schwerpunkt liegt auf Fach- und Testberichten, waffentechnischen Dokumentationen, Produktvorstellungen, kritischen Kommentaren, Expertenrat für Sammlerfragen, Reportagen und Kleinanzeigen.
Das DWJ berichtet über Themen für Jäger, Sportschützen und Waffensammler. Ferner hat die Zeitschrift eine Rubrik über Geschichtliches, in der über nicht direkt mit Schusswaffen zusammenhängende Gebiete berichtet wird, zum Beispiel aus dem bei Vorderladerschützen beliebten Bereich des Wilden Westens. Zusätzlich gibt es Berichte über die Zeit des Ersten und Zweiten Weltkrieges.

## Zeitschrift
Die Fachzeitschriften behandeln historische Waffen, von Radschlosspuffern über Steinschloss- und Perkussionswaffen, historische amerikanische Waffen wie Colt oder Winchester bis hin zu modernen Sport-, Jagd- und Militärwaffen, Munition, Wiederladen und Waffenrecht.
Dazu gehören auch moderne Vorderladerreplika, Blankwaffen, Messer, Beobachtungs- und Zieloptik.

## Kritik
In der Diskussion um die Verschärfung des Waffenrechtes wird das DWJ von der Rems-Murr-Rundschau der Waffen-Lobby zugeordnet. Als Beleg zitiert die Zeitung den Kommentar des damaligen Chefredakteurs des DWJ Walter Schulz zum Amoklauf von Winnenden:

„Zu den Fakten gehört auch, dass solche Bluttaten häufig an Schulen oder Hochschulen stattfinden, dort, wo wehrlose Opfer sind. Der Täter braucht keine Gegner, er braucht Opfer. Opfer, die unbewaffnet sind, Opfer, die niemanden haben, der sie beschützt, Opfer, die darauf gedrillt sind, sich nie zu wehren, die gelernt haben, dass Gewalt und Gegenwehr schlecht sei. Doch wir sollten bei aller Friedensliebe unsere Kinder auch lehren, dass sie nicht verpflichtet sind, sich ohne Gegenwehr abschlachten zu lassen, sondern dass sie auch das Recht haben, bei jeder Bedrohung ihres Lebens bedingungslos zu kämpfen – und auf welche angemessene Weise sie das tun können. Das wird im Fall der Fälle nicht immer alle, aber sicher viele Leben retten.“